# Tommy Rowe
Thomas Malcolm Rowe, detto Tommy (Wythenshawe, 24 settembre 1988), è un calciatore inglese, centrocampista del Manchester Utd Under-21.

## Carriera
A tutta la stagione 2011-2012 conta 75 presenze in Championship.

## Palmarès

### Club

#### Competizioni nazionali
- Football League Trophy: 1

Peterborough United: 2013-2014